# جوابيات
الجوابيات هي فصيلة من القروش الحديثة التي تتغذى بالترشيح. وهي تحوي الجواب، وجنسين منقرضين.